# Sari (traditioneel kostuum)

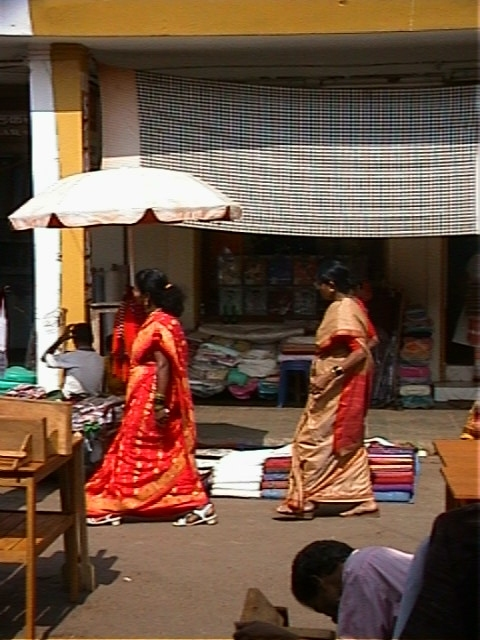
Indiase vrouwen in sari

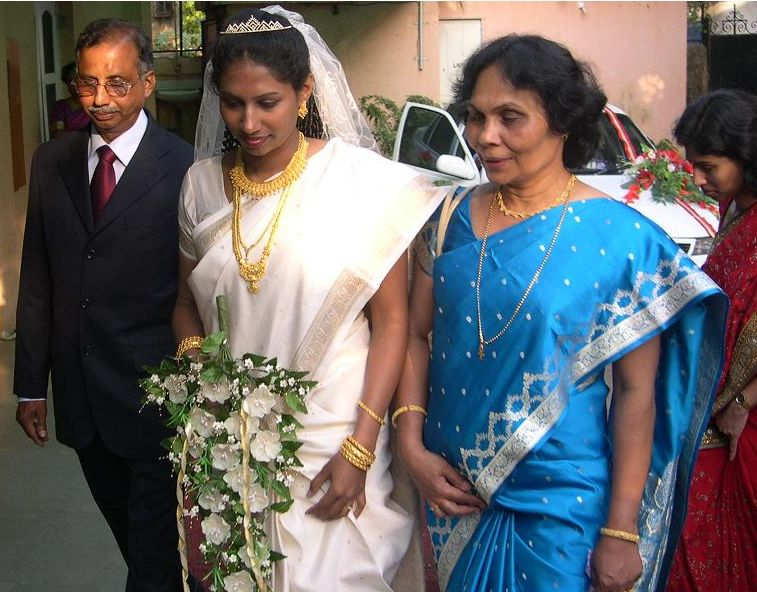
Indiase bruid in sari met sluier, diadeem en bruidsboeket, ook de moeder draagt een sari

De sari is het bekendste kledingstuk dat door vrouwen wordt gedragen in India, Bangladesh, Nepal, Sri Lanka en Pakistan. 
Een sari is een lap stof van vijf tot zeven meter lang en één meter breed die de vrouwen na enige oefening om zich heen slaan. Onder een sari wordt een onderrok (petticoat) en een kort bloesje (choli) in bijbehorende kleuren gedragen. De sari wordt rond de heupen geslagen en in de petticoat gestopt. Daarna wordt hij nog eenmaal rond het lichaam gedraaid en over één schouder geslagen. Het deel dat over de schouder hangt is vaak apart bewerkt en heet pallu.
De sari is vaak van katoen maar op een feest of bruiloft is hij ook wel van het duurdere zijde. De sari’s worden tegenwoordig ook steeds vaker van kunststof gemaakt omdat dat goedkoop te produceren is en qua uitstraling soms veel op zijde lijkt. Men kan bij de aanschaf van een zijden sari de brandproef uitvoeren om de echtheid vast te stellen.
De meeste sari’s zijn van een mooie stof met verschillende patronen erin geweven. Armere vrouwen hebben een kortere sari van minder mooie stof en gedrukte patronen. De kortere sari knopen ze meestal alleen om de heupen omdat hij anders te kort is.
Sari’s worden vaak in speciale winkels verkocht waar alleen sari’s te koop zijn.

## Galerij

Beeld van een vrouw met sari uit Braj-Mathura, India. Omstreeks de tweede eeuw.
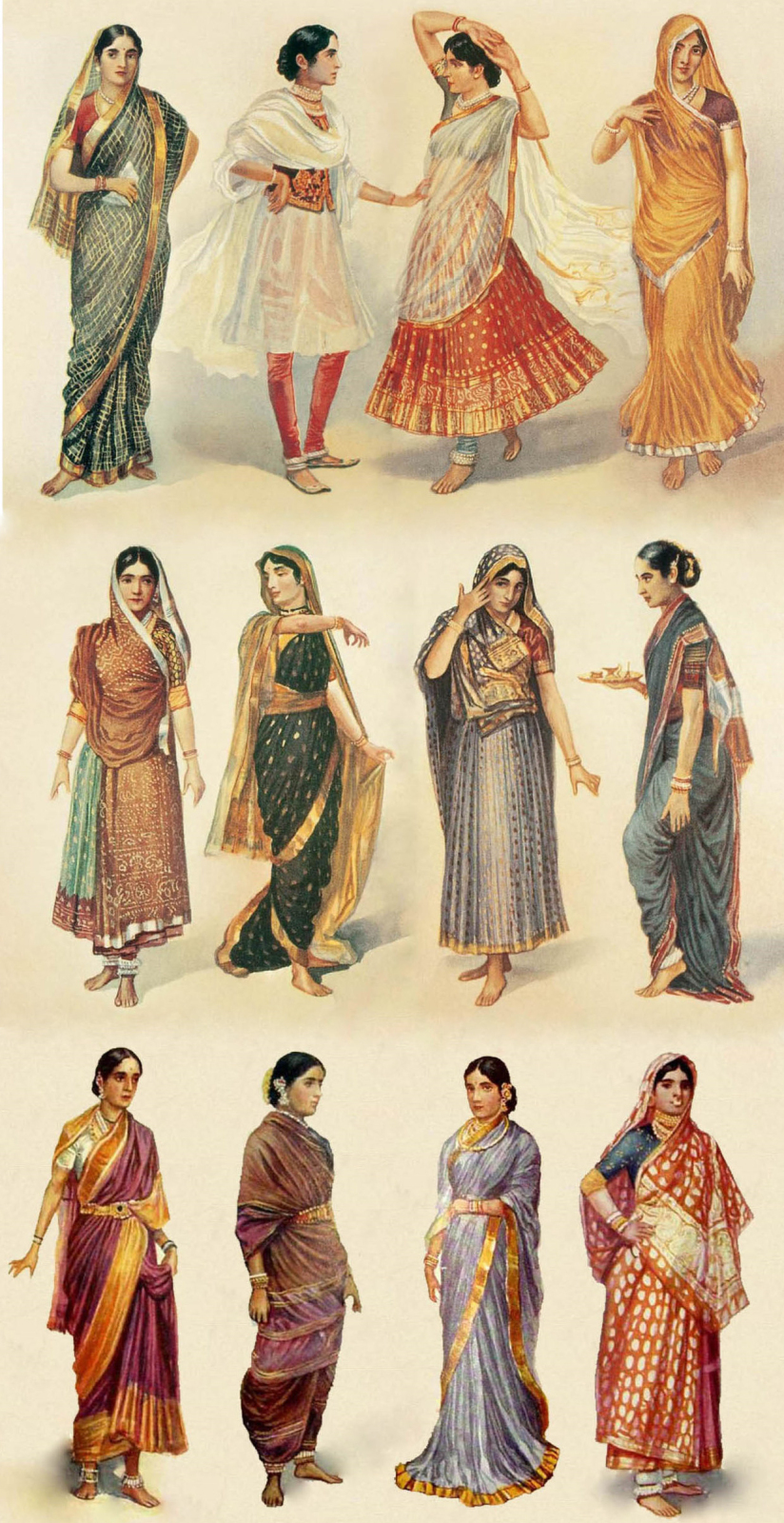
Verschillende sari's, ghagra choli en salwar kameez van vrouwen in Zuid-Azië